# Pena, Quintã e Vila Cova
Pena, Quintã e Vila Cova (oficialmente: União das Freguesias de Pena, Quintã e Vila Cova)é uma freguesia portuguesa do município de Vila Real, com 24,98 km² de área e 713 habitantes (censo de 2021). A sua densidade populacional é 28,5 hab./km².

## História
Foi criada aquando da reorganização administrativa de 2012/2013, resultando da agregação das antigas freguesias de Pena, Quintã e Vila Cova:

Antigas freguesias que deram origem à União das Freguesias de Pena, Quintã e Vila Cova (Vila Real).

Inclui no seu território os seguintes lugares: Bairro de São Miguel (ou São Miguel da Pena), Currais, Foz, Gontães, Mascozelo, Pena (sede), Póvoa, Quintã, Sardoeira (lugar partilhado com a freguesia vizinha de Torgueda), Sirarelhos, Vila Cova e Vilarinho.

## Demografia
A população registada nos censos foi:
| Distribuição da População por Grupos Etários | Distribuição da População por Grupos Etários | Distribuição da População por Grupos Etários | Distribuição da População por Grupos Etários | Distribuição da População por Grupos Etários | Distribuição da População por Grupos Etários |
| -------------------------------------------- | -------------------------------------------- | -------------------------------------------- | -------------------------------------------- | -------------------------------------------- | -------------------------------------------- |
| Antes da agregação                           |                                              |                                              |                                              |                                              |                                              |
| Ano                                          | 0-14 anos                                    | 15-24 anos                                   | 25-64 anos                                   | >= 65 anos                                   | Total                                        |
| 2001                                         | 129                                          | 134                                          | 459                                          | 205                                          | 927                                          |
| 2011                                         | 84                                           | 80                                           | 425                                          | 230                                          | 819                                          |
| Após a agregação                             |                                              |                                              |                                              |                                              |                                              |
| Ano                                          | 0-14 anos                                    | 15-24 anos                                   | 25-64 anos                                   | >= 65 anos                                   | Total                                        |
| 2021                                         | 51                                           | 53                                           | 352                                          | 257                                          | 713                                          |